# Договор о ненападении между Великобританией и Таиландом
Договор о ненападении между Великобританией и Таиландом был заключен в Бангкоке 12 июня 1940 года между представителями правительств Великобритании и Королевства Таиланд. Курс британской политики в регионе Юго-Восточной Азии был направлен на препятствие расширению влияния Японской империи дипломатическими мерами, а Таиланд в то же время склонялся к союзу с Японией.
Обмен ратификациями состоялся в Бангкоке 31 августа 1940 года и пакт вступил в силу в тот же день. Он должен был оставаться в силе в течение пяти лет, но предусматривалась возможность его продления. Договор был зарегистрирован в серии договоров Лиги Наций 6 июня 1941 года.

## Предыстория
Японское вторжение в Китай в 1937 году оказалось большой неожиданностью для британского правительства и заставило его по-новому вырабатывать свою политику в отношении региона юго-восточной Азии. Британия выступала против японской экспансионистских устремлений, но в этот момент была не в состоянии дать жёсткий ответ действия японцев. Особенно тяжёлая политическая обстановка между двумя странами сложилась после Тяньцзиньского инцидента. В конце концов британское правительство решило формально не признавать территориальные приобретения японцев, но в то же время воздерживаться от излишнего осложнения отношений с Японией, оказывая серьёзное сопротивление. В июле 1939 года было заключено Англо-японское соглашение, согласно положениям которого британское правительство воздерживалось от открытого противостояния японским военным действиям в Китае.
Трения между двумя странами продолжались после начала Второй мировой войны в Европе в сентябре 1939 года. 18 июля 1940 года британское правительство приняло требования Японии о закрытии Бирманской дороги на период трёх месяцев для предотвращения поставок оружия в Китай. В это же время Таиланд продолжил сближение с Японией, которое в итоге вылилось в заключение военного союза. Во время битвы за Францию (май―июнь 1940 г.), Великобритания стала особенно осторожно относиться к ситуации в регионе и её правительство пришло к выводу о необходимости заключения договора о ненападении с Таиландом, чтобы поддержать мирные отношения с Токио.

## Условия договора
Статья 1 пакта предусматривала, что Великобритания и Таиланда обязываются не вступать в войну друг против друга. Статья 2 оговаривала расторжение договора в том случае, если Великобритания или Таиланда совершат акт агрессии против третьего государства. Статья 3 предусматривала аннулирование всех предыдущих обязательств Великобритании и Таиланда по отношению к третьим сторонам, которые были направлены на поддержку войны третьего государства против Великобритании или Таиланда. Статья 4 гласила, что никакие договорённости, упомянутые в договоре, не могут стоять выше правовых обязательств, вытекающих из Устава Лиги Наций. Статья 5 предусматривала обязательство обеих стран не нарушать суверенитет над территорией друг друга. Статья 6 была посвящена ратификации данного договора.